# La Medina
La Medina är en ort i Mexiko.   Den ligger i kommunen San Miguel de Allende och delstaten Guanajuato, i den centrala delen av landet, 240 km nordväst om huvudstaden Mexico City. La Medina ligger 2 002 meter över havet och antalet invånare är 257.
Terrängen runt La Medina är platt åt nordost, men åt sydväst är den kuperad. Runt La Medina är det ganska tätbefolkat, med 80 invånare per kvadratkilometer. Närmaste större samhälle är San Isidro de la Estacada, 8,3 km nordväst om La Medina. Trakten runt La Medina består till största delen av jordbruksmark.